# Ağrı Cup
L'Ağrı Cup è stato un torneo professionistico maschile di tennis che faceva parte dell'ATP Challenger Tour. Si è giocata una sola edizione, tra il 28 settembre e il 4 ottobre del 2015, sui campi in cemento della Ağrı İbrahim Çeçen Üniversitesi ad Ağrı, in Turchia.

## Albo d'oro

### Singolare maschile
| Anno | Campione       | Finalista     | Punteggio |
| ---- | -------------- | ------------- | --------- |
| 2015 | Farrukh Dustov | Saketh Myneni | 6–4, 6–4  |

### Doppio maschile
| Anno | Campioni                            | Finalisti                        | Punteggio   |
| ---- | ----------------------------------- | -------------------------------- | ----------- |
| 2015 | Konstantin Kravchuk Denys Molchanov | Alexander Igoshin Yaraslav Shyla | 6–3, 7–6(4) |